# Hismaico
El hismaico es una variante del alfabeto árabe antiguo septentrional y el idioma expresada en esta escritura. Es posible que la escritura hismaica fuese utilizada para escribir dialectos safaíticos del árabe antiguo, pero el idioma de la mayoría de las inscripciones difiere del safaítico en ciertos aspectos importantes, por lo que merece su clasificación como lengua independiente. 
Las inscripciones hismaicas están atestiguadas la región de Ḥismā, en el noroeste de Arabia, en yacimientos arqueológicos del sur de la actual Jordania y noroeste de Arabia Saudí, que datan de principios de la Era Común.

## Características

### Fonología
Hay ejemplos claros de que d se usa para /ḏ/ en las variantes ortográficas del nombre divino Ḏū l-S2arā como ds2r o ds2ry, en contraposición con el clásico ḏs2r o ḏs2ry.
El término ʿbdmk en vez de ʿbdmlk sugiere un intercambio de n por l (con n no vocalizada asimilada a la siguiente k), una característica similar a la del idioma nabateo, donde el nombre de los reyes llamados Malichos aparece como mlkw y mnkw y el compuesto como ʿbdmlkw y ʿBdmnkw.

### Gramática
Quizás la distinción más destacada entre el safaítico y el hismaico es la certificación de los artículos definidos h-, hn-, ʾ- y ʾl- en el primero, puesto que no se atestigua ningún artículo definido con prefijo en el hismaico. Sin embargo, el hismaico parece dar fe de un sufijo -ʾ en sustantivos y hn en nombres personales. Aun así, se ha identificado un uso del morfema h- como demostrativo.